# Мочище (Шарканський район)
Мо́чище (рос. Мочище) — починок у складі Шарканського району Удмуртії, Росія.

## Населення
Населення — 12 осіб (2010; 2 у 2002).
Національний склад станом на 2002:
- росіяни — 100 %